# Grimoire
Grimoire er en lærebog, som beskriver magisk tro og praktisering af magi.
Sådanne bøger omfatter typisk instruktioner om, hvordan du laver magiske genstande som talismaner og amuletter, hvordan man udfører magiske besværgelser, trylleformular, forbandelser og divination, og også hvordan man tilkalder eller påberåber overnaturlige væsener såsom engle, ånder og dæmoner. I mange tilfælde menes bøgerne i sig selv også at have magiske kræfter, men i mange kulturer er der andre hellige tekster, som ikke er grimoire, såsom Bibelen, der også menes at have overnaturlige egenskaber. På en måde kunne man tænke, at alle bøger om magi er en grimoire, men det bør man ikke.
Mens udtrykket Grimoire er oprindeligt europæisk, og mange europæere gennem historien især ceremonielle magiker og kloge koner har gjort brug af grimoirer, bemærker historikeren Owen Davies, at lignende bøger kan findes over hele verden lige fra Jamaica til Sumatra, og han nævner også, at de første grimoirer fandtes ikke kun i Europa men også i oldtidens nære Østen. 